# Back at the Barnyard
Back at the Barnyard ou Barnyard: The Series (O Segredo dos Animais no Brasil; De Volta à Balbúrdia na Quinta em Portugal) é uma série de animação computadorizada baseada no filme de mesmo nome. A série foi ao ar de 29 de setembro de 2007 a 18 de setembro de 2010 pela Nickelodeon. A série foi produzida pela Omation, a divisão de animação entre a O Entertainment, em associação com a 
Nickelodeon Animation Studios. Os episódios restantes foram ao ar de 12 de setembro a 12 de novembro de 2011 na Nicktoons. O programa possui características da cultura pop e é uma das paródias entre o entretenimento da própria série. Recebeu classificações mistas na América do Norte.

## Sinopse
O enredo gira em torno de Otis (um boi) e seus amigos do celeiro. Otis é brincalhão, mas é responsável, porque sabe que deve proteger os moradores da fazenda. Ele e seus amigos, Pip (um rato), Porco (obviamente, um porco), Pedro (um galo), Freddy (um furão), Abby (uma vaca), Betty (outra vaca) e Tuco (um cão) tem muitas aventuras loucas, e ao mesmo tempo ajudam Otis a proteger a sua fazenda, numa cidadezinha chamada Oedeville, no estado do Arizona. Otis e seus amigos tem que passar por muitos obstáculos como a Dona Nora, que vive tentando provar que os animais podem falar, com o objetivo de distrair o fazendeiro, para que ele possa tomar alguma atitude e sempre quer provar isso. Outro problema para os animais é o detestável Eugênio, o sobrinho adolescente obeso da Dona Nora, que gosta de torturar e fazer bullying com os animais. Os animais, quando estão em meio às pessoas, se vestem como se fossem seres humanos, embora incrivelmente ninguém perceba.

## Personagens principais
- Otis - um boi malhado que é o líder do celeiro e o principal personagem da série. Apesar de ser macho, Otis possui tetas como as vacas fêmeas (essa discrepância não é explicada na série). Viciado em festas e pegadinhas, Otis é descontraído e possui um comportamento imaturo e  hiperativo, mas também sabe ser responsável e zeloso. Seu alter-ego super herói é o Vacman.
- Pip - um rato de celeiro cinza, que fala com um leve sotaque mexicano e costuma andar no ombro de seu melhor amigo Otis. Ele possui uma paixão platônica por Betty, mas ela sempre o rejeita. O alter-ego super-herói de Pip é o Ratman, o companheiro de Vacman.
- Abby - uma vaca cor de creme, que por alguma razão substitui  Daisy (vista no filme). Abby é uma moleca alegre, simpática e muito atlética, que é alérgica a petúnias, tem um vício obsessivo-compulsivo por organização e adora gatos, além de apresentar um comportamento bipolar e ser bastante competitiva. Apesar dela e Otis serem apenas amigos, ambos já demonstraram ciúmes um do outro em algumas ocasiões.
- Porco - o único personagem do programa que recebeu o nome de sua própria espécie. Um simpático bonachão, que também é guloso, apaixonado por unicórnios, e muito talentoso. É sempre requisitado por Otis para se disfarçar na hora dos planos, o que faz sempre contra a vontade. Porco possui vários segmentos no programa que frequentemente interrompem o episódio em suas partes mais importantes, como os memoráveis: Correio do Celeiro, Perguntas para o Dr. Porco, Cantinho da Transformação e Hollywood: Fato ou Ficção?, que serve como tempo de preenchimento quando o episódio é curto. Ele possui um gambá de estimação, a quem está sempre ninando. Porco também é um ótimo amigo para os demais, e muitas vezes, costuma ser a voz da razão para eles.
- Freddy - um furão cômico e paranóico (embora ele se pareça mais com um canguru) que é o melhor amigo de Pedro. Apesar de ter se tornado vegetariano, Fred luta contra sua frequente vontade de devorar Pedro.
- Pedro (Peck) - um galeto magrelo e azarado, e melhor amigo de Freddy, que parece desconhecer os impulsos recorrentes de Freddy para comê-lo.
- Betty (Bassy) - uma vaca marrom, grosseira, sarcástica e  mal-educada que fala alto e é a melhor amiga de Abby. Betty costuma se irritar fácil com as palhaçadas de Otis e está sempre ofendendo ou agredindo ele. Ela sempre rejeita a paixão que Pip nutre por ela, embora já tenha se aproveitado disso algumas vezes.
- Tuco (Duke) é um cão pastor da raça border collie que não costuma se dar bem em seu trabalho de pastorear as carneiros. Ele se auto-intitula líder de segurança do celeiro e faz com que o todos assistam a um filme de segurança chato uma vez por ano. Por ser um animal doméstico, Tuco é muitas vezes deixado de fora das aventuras.
- Dona Nora Lima (Noreen "Nora" Beady) - A antagonista principal da série. Ela é uma dona de casa que mora perto do celeiro. Ela está ciente de que os animais podem falar e tenta regularmente expor suas palhaçadas ao mundo. Ela é neurótica e ficou obcecada em desmascarar os animais, cujas travessuras a prejudicam. Mas ninguém mais acredita nela, porque todo mundo pensa que ela é louca, e sempre que ela tenta expor os animais falantes, eles sempre encontram uma maneira de sabotar seu plano.
- Fazendeiro - é o proprietário vegano de fazenda, cujo sobrenome é Comprador. Otis se importa profundamente com ele, ainda assim, quando os animais precisam de algum tempo sozinhos para trabalhar em um projeto particular (um filme que estão tentando fazer, um parque temático que estão tentando construir etc.), isso não os impede de tentar afastá-lo com um trote telefônico.
- Eugênio "Garoto Imprestável" Lima - o querido sobrinho de Dona Nora e o antagonista secundário da série. É um garoto mimado, desagradável, ganancioso, desonesto e malcriado que gosta de torturar os animais e o tio Nataniel. Ele também é rude com seus pais e, com frequência, zomba deles também.

## Personagens recorrentes
- Nataniel Lima (Nathan Randall Beady III) - é o relutante marido de dona Nora que tenta miseravelmente convencer sua esposa de que os animais não falam. Ele apresenta um comportamento depressivo, em algumas ocasiões  desejando a morte. Ele é visto sempre assistindo TV com uma bebida na mão, que parece ser refrigerante ou cerveja.
- Os Carneiros (dublados por Chris Hardwick , Leigh-Allyn Baker , Cam Clarke , Rob Paulsen e Jeff Bennett) - sempre andam juntos em um rebanho eternamente próximo e são mais inteligentes que Tuco. Eles costumam citar literatura famosa e fazer comentários maliciosos em relação a Tuco. Eles parecem ser muito inteligentes e filosóficos apesar de suas criações na fazenda.
- Guto, o galo (dublada por Earthquake) - é o rival de Pedro e o popular show-man do celeiro.
- Everett (dublado por Lloyd Sherr) - é o velho cão de caça do fazendeiro. O cachorro idoso aparece pela primeira vez no filme, onde comemora seu 13º aniversário, o que o torna 91 em anos de cachorro. Como o animal mais antigo da fazenda, Everett é tão magro quanto seu próprio esqueleto, que pode ser facilmente visto. Everett usa um andador para se locomover.
- Os Gêmeos da Pizza (dublados por Rob Paulsen e Steve Oedekerk) - uma dupla de entregadores de pizza e gêmeos idênticos que aparecem pela primeira vez no filme original e costumam entregar pizza ao celeiro. Os dois são nerds e possuem pouco inteligência. Sempre que conseguem executar com êxito uma tarefa (boa ou ruim) falam sua famosa e estranha frase "Doodley-doo-doo doo".
- Hilly Burford (dublado por John DiMaggio) - é o excêntrico âncora britânico do telejornal local e apresentador de diversos outros programas de televisão assistido pelos animais. Ele é  azarado e propenso a sofrer acidentes (como Pedro). Sua voz e caracterização são uma homenagem à impressão de Will Ferrell e a do locutor de beisebol Harry Caray.
- Pé-grande - (dublado por Dee Bradley Baker) - É uma criatura símia que fez sua primeira aparição em Otis contra o Pé Grande, onde se apaixona por Abby e quer morar no celeiro, mas opta por ir embora. Ele é visto em vários episódios desde então, já tendo sido jurado de um concurso, cantor e até canditado a prefeito. Aparentemente, o Pé Grande também pode voar e possui sua própria música tema, semelhante à Gamera. Em vários episódios, é mostrado que ele tem medo de fotos com flash.
- Oficial O'Hanlon - O oficial Frederick "Fred" O'Hanlon é um policial local que aparece pela primeira vez no filme, e desde então faz diversas participações na série.
- Jessica Apimentada (Jessica Allspice) - é uma diva pop  e destaque como juíza no programa Você que Manda?. O slogan dela é: "Eu quero festejar com você". Ela é uma paródia de Jessica Simpson.

## Episódios
| Temporada | Temporada | Episódios | Episódios              | Originalmente exibido   | Originalmente exibido   | Originalmente exibido |
| Temporada | Temporada | Episódios | Episódios              | Estreia da temporada    | Final da temporada      | Emissora              |
| --------- | --------- | --------- | ---------------------- | ----------------------- | ----------------------- | --------------------- |
|           | Filme     | Filme     | Filme                  | 4 de agosto de 2006     | 4 de agosto de 2006     | —                     |
|           | 1         | 26        | 26                     | 29 de setembro de 2007  | 24 de fevereiro de 2009 | Nickelodeon           |
|           | 2         | 26        | 20                     | 25 de fevereiro de 2009 | 18 de setembro de 2010  | Nickelodeon           |
| 6         | 2         | 26        | 12 de setembro de 2011 | 12 de novembro de 2011  | Nicktoons               |                       |

### 1ª, 2ª e 3ª Temporada
OBS: O episódio Guerra no Fliperama, foi exibido com o episódio Rodeiotis, ao invés de Robô Pedro.
| #     | Título                               |
| 1     | O bonzinho o malvado e o imprestável |
| 2     | A fuga do celeiro                    |
| 3     | Vackman & rat                        |
| 4     | O melhor amigo da vaca               |
| 5     | Porco mestre cuca                    |
| 6     | A vaca certa                         |
| 7     | Salvando a dona Nora                 |
| 8     | O fazendeiro descola uma dama        |
| 9     | Hipnose a GO – GO                    |
| 10    | Galo e ordem                         |
| 11    | Jogos do celeiro                     |
| 12    | A guerra das pegadinhas              |
| 13    | Luzes, câmera, moo!                  |
| 14    | Animais fazendeiros                  |
| 15    | A vaca furiosa                       |
| 16    | A grande fuga dos carneiros          |
| 17    | O celeiro está no ar                 |
| 18    | Otis vai pro brejo                   |
| 19    | É temporada Otis                     |
| 20    | A noitada das vacas                  |
| 21    | Com vocês o celeiro                  |
| 22    | Nobre suíno                          |
| 23    | Os Reis do bu-bu-bum                 |
| 24    | A família do furão                   |
| 25    | Era uma vez dois imprestáveis        |
| 26    | O bichinho novo do Eugenio           |
| 27    | *                                    |
| 28    | *                                    |
| 29    | *                                    |
| 30    | *                                    |
| 31    | Ídolo do celeiro                     |
| 32    | Assombração                          |
| 33    | Coragem nas Tetas                    |
| 34    | Onze otis e um segredo               |
| 35    | O amor do pedro                      |
| 36    | Otis contra o Pé-Grande              |
| 37    | Top boi                              |
| 38    | Escola do otis                       |
| 39    | Otis para prefeito                   |
| 40    | Bobo e bobalhão                      |
| 41    | Namorando o implicante               |
| 42    | Porco louco                          |
| 43    | O boi do sol                         |
| 44    | O impostor                           |
| 45    | Salvem as ostras                     |
| 46    | *                                    |
| 47    | *                                    |
| 48    | A balada do Mike Maluco              |
| 49    | Compradores, cuidado                 |
| 50    | Vaca Repórter                        |
| 51    | Abby & Veronica                      |
| 52    | Renove meu Celeiro                   |
| 53    | Tetas do Oeste                       |
| 54    | Porcupido                            |
| 55    | Dia dos Animais Felizes              |
| 56    | Aniversário dos Sonhos               |
| 57    | Me levem para o seu castor           |
| 58    | União em perigo                      |
| 59    | Mascotes                             |
| 60    | Pequeno Otis                         |
| 61    | Meninos na Cidade                    |
| 62    | O Implicante e o Malvado             |
| 63    | Chamando o Dr. Filly                 |
| 64    | Celeiros & Vassouras                 |
| 65    | O Amigo do Celeiro                   |
| 66    | Liberte Shmoozy                      |
| 67    | O melhor inimigo do homem            |
| 68    | Rei Bezerro                          |
| 69    | O Tesouro de Everet                  |
| 70    | Otis na chapa                        |
| 71    | Muito bom para ser pobre             |
| 72    | Sr. Wiggleplix                       |
| 73    | Gangue do Presídio                   |
| 74    | Segura Betty                         |
| 75    | Um Freddy brilhante                  |
| 76    | *                                    |
| 77    | Guerra no Fliperama                  |
| 78    | Rodeiotis                            |
| 79    | '                                    |
| 80    | Robô Pedro                           |
| 81    | Amor de Estimação                    |
| 82-83 | Vackman: o Vingador de Teta          |
| 84    | Clonestrados                         |
| 85    | Minha mula favorita                  |
| 86    | Palhaçadas                           |
| 87    | O Clã dos Bois das Cavernas          |
| 88    | Dia de São Patricio                  |
| 89    | Boi Policial                         |
| 90    | A Fera e Eu                          |
| 91    | O Porco do Povo Toupeira             |
| 92    | *                                    |
| 93    | *                                    |
| 94    | *                                    |
| 95    | *                                    |
| 96    | Missão: Salvar Pé Grande             |
| 97    | Dona Nora saiu de ferias             |